# Какаду молуцький
Какаду молуцький (Cacatua moluccensis) — вид папугоподібних птахів родини какадових (Cacatuidae).

## Поширення
Ендемік Індонезії. Поширений на півдні Молуцьких островів. Трапляється на островах Серам, Амбон, Сарапуа і Гаруку (на двох останніх, ймовірно, вимер). Живе у низовинних дощових лісах, в мангрових заростях, на кокосових плантаціях, сільськогосподарських угіддях.

## Опис
Тіло завдовжки 46-52 см, вага близько 850 г. Оперення біле, а на голові, шиї, грудях і череві має блідо-рожевий відтінок. Підхвістя помаранчево-жовте. Підкрила помаранчево-рожеві. На голові є великий чуб, завдовжки до 15 см. Зовнішні пера чуба білі, внутрішні червоно-помаранчеві. Лапи темно-сірі. Дзьоб чорно-сірий. Навколоочне кільце без пір'я, білого кольору з синюватим відтінком. Очі у самця чорні, у самиці коричневі. Ця ознака стає помітною на четвертому році життя.

## Поведінка
Живе у різноманітних лісах. Трапляється парами, інколи невеликими зграями. Активний вдень, вночі ховається в кроні дерев. Живиться плодами, горіхами, насінням, квітами, комахами тощо. Гніздовий сезон припадає на грудень-березень. Гнізда влаштовує в дуплах дерев, на висоті понад 10 м. У кладці — 2 яйця. Висиджують обидва батьки почергово. Пташенята вилуплюються через 4 тижні, оперяються і вилітають з гнізда приблизно в 3-місячному віці.